# Championnat NCAA masculin de basket-ball 2020
Navigation
2019 2021
Le Championnat NCAA de basket-ball 2020 devait mettre aux prises 68 équipes en matchs à élimination directe afin de déterminer le champion de la 1re division NCAA de basket-ball universitaire. Cette 82e édition devait commencer le 17 mars et se terminer le 6 avril au Mercedes-Benz Stadium, Atlanta.

## Annulation du tournoi
Dans un contexte de pandémie de Covid-19, la NCAA avait l'intention de maintenir le tournoi, mais à huis clos pour éviter la propagation du coronavirus. Les joueurs et l'encadrement des équipes, leurs familles et les médias auraient été autorisés uniquement. 
L'annulation est annoncé par la NCAA le 12 mars. Cette annulation pure et simple du tournoi masculin et féminin est une première dans l'histoire du tournoi. Ils avaient été maintenus y compris durant la Seconde Guerre mondiale.